# The Phantom Public
The Phantom Public. A sequel to "Public Opinion" (El público imaginario. Una continuación de la obra "opinión pública") es una publicación del periodista estadounidense y crítico de los medios Walter Lippmann del año 1925 sobre el papel del público en la democracia. Lippmann representa una posición de elitismo: Una élite funcional de expertos determina - en el modelo como en la realidad - el proceso político a través de asesorar a los políticos y por el control de la opinión pública. El mensaje central de la monografía es que la definición sustantiva y deliberativa de la democracia es una idealización poco realista, ya que el público, que según la teoría determina el proceso de toma de decisiones, solo existe como ilusión, mito o "fantasma". Carl Bybee comentó que Lippmann veía en el público una ficción teórica y consideraba la política de los gobiernos como mero asunto administrativo que debería ser resuelto lo más eficientemente para que la gente pudiera seguir persiguiendo sus objetivos privados individuales.

## El contexto
Lippmann había ya recogido muchas experiencias aleccionadoras de la propaganda de guerra en la Primera Guerra Mundial y del ascenso de Mussolini, las cuales había representado en su obra anterior y mejor conocido,  Public Opinion (1922). El Subtítulo de El público imaginario lo indicó como continuación, pero debido a la percepción de su estilo supuestamente frío, pesimista y cínico, la nueva obra suscitó malestar e incertidumbre en muchos lectores y permaneció durante mucho tiempo bastante desatendida pese a ser una de las representaciones más claras y reveladoras de Lippmann en su crítica de los principios de la democracia, mucho más que la de Public Opinion.
John Dewey publicó una célebre respuesta, "The Public and its Problems" (1927), en la que, aparte de amplio consentimiento a la parte diagnóstica, protestaba contra las soluciones propuestas. Según Dewey, la Democracia no había sido, desde siempre, ficticia, sino sólo "eclipsada" en el tiempo moderno de la sociedad de masas dominada por los medios de comunicación. Dewey  pensaba que era todavía posible renovar una política orientada a la democracia, ya que vio a los ciudadanos  como seres educables, capaz de participar racionalmente en el discurso público, una vez que se había creado un marco adecuado de la comunicación.

## Contenido
Lippmann critica el concepto de lo público, que él creía encontrar en la discusión contemporánea. En este concepto, supuestamente, se presuponía un ciudadano soberano y universalmente competente. (p. 21) Lippmann criticó los aspectos de este concepto, la idea que el "pueblo" sería una entidad colectiva con voluntad y conciencia (160), un organismo "formándose de una multitud de células individuales" (147), un mecanismos de mando (77), una institución definible con reglas fijas por la pertenencia de cada uno (110), la encarnación de percepciones universales, cosmopolitas y desinteresadas (168-169), y una instancia moral (106).Según Lippmann el público, por el contrario, es un "mero fantasma", una abstracción (77), elemento de una filosofía equivocada (200), que tiene su base en un mito de la sociedad (147). Desde su punto de vista, las teorías de la democracia presuponían que el público pudiera controlar los asuntos públicos de manera competente, y que el trabajo del gobierno sería o pudiera ser una expresión de la voluntad popular.
En contra de esta idealización y ofuscación de lo que ve como realidad,  Lippmann propone su modelo de dos clases. La población se compone  por actores y espectadores, por los "insiders" y "outsiders". Los actores pueden actuar como "ejecutivos", es decir, de forma adecuada y políticamente competente. La base de su competencia es la comprensión de los hechos fundamentales.  los integrantes del público, al revés, como espectadores, parecen incapacitados. Por supuesto, nadie tiene la capacidad de actuar en todas las áreas como suponen los mitos de la democracia y del ciudadano responsable. Cada uno pertenece a los dos grupos, los individuos cambian entre los dos papeles (110). El público, sin embargo, en su mayoría  parece siempre pasivo, el "mudo espectador en el fondo" (13), debido a que los individuos por lo general ponen interés sólo en sus asuntos y relaciones personales y particulares, no en los temas que determinan la política, de la que normalmente ellos tienen muy poco conocimiento..
La tarea particular y la capacidad única de la opinión pública es, en un momento de desorden social o una falta de adaptación de la política a la situación de la Sociedad, de controlar el ejercicio de la autoridad del estado. (74) La opinión pública responde a los errores del gobierno por elegir otro gobierno. Sin embargo, ella no va a la acción por su propia voluntad, sino iniciada y guiada por los políticos y expertos de la oposición, quienes pueden analizar y evaluar por el pueblo. El público no es capaz de una decisión racional  en un tiempo de crisis. "La opinión pública no es un factor racional... No discute, analiza, inventa, no negocia, y no conduce a una solución. (69). Tiene el poder sobre los actores sólo a través de la formación de la opinión, cual de los grupos sea lo mejor para resolver los problemas pendientes. "Cuando la gente se posiciona hacia las intenciones de los demás, eso significa actuar como público" (198). Este control del uso de poder es lo máximo que se puede  esperar del público, su propósito particular.
Lippmann presenta una posición elitista. Él confía principalmente en los actores involucrados en procesos reales, los cuales muestran iniciativa y pueden, organizar, manejar los asuntos y resolver problemas. En su valeroso trabajo, ellos deberían ser libres de la intervención de los espectadores ignorantes y prepotentes. (198/199).

## Recepción
En su publicación del año 1999, Eric Alterman piensa detectar el defecto principal en la argumentación de Lippmann en dos suposiciones infundadas Lippmann cree, que los expertos adquieren los conocimientos especializados en un área científica de neutralidad  a través de la cooperación de los actores políticos, en lugar de hacer un chanchullo por el beneficio de los dos a expensas de los demás. La segunda presuposición de Lippmann es que los expertos conocen y respetan los intereses de los outsiders, es decir, de la masa de la población, y promueven soluciones para el bien común,   pese al hecho de que se encuentran en estrecha colaboración con el gobernante élite político. La teoría de Lippmann parece fallar en el momento en que una de las suposiciones es incorrecta. En este caso los expertos, en lugar de representar la Democracia se volverían cómplices de su descomposición.
Wilfred M. McClay comentó en 1993 que la actualidad de la obra de Lippmann era permanente. Su importancia para el futuro sería evidente. The Phantom Public era aún más valioso, por ser más rico y revelador que Public Opinion. 

## Citas
“These various remedies, eugenic, educational, ethical, populist and socialist, all assume that either the voters are inherently competent to direct the course of affairs or that they are making progress towards such an ideal. I think [democracy] is a false ideal.” (S. 151) 
"Estos diversos remedios, eugenistas, pedagógicos, éticos, participativos y socialistas, todos ellos presuponen que los votantes sean, pro su natura, competentes para dirigir, para progresar hacia este ideal. Yo creo que [la democracia] es un ideal falso." (p. 151)
"The fundamental diferencia which is that matters entre insiders and outsiders. Their relaciones públicas a un problema are radically different. Only the insiders can make decisions, not because he is inherently a better man but because he is para placed that he can understand and can act. The outsider is necessarily ignorante, usually irrelevante and often meddlesome, because he is trying to navigate the ship from dry país. – En el corto, like the democratic theorists, they miss the essence of the matter, which is that competence exists only in relation to function; that men are not good, but good for something.; that men cannot be educated, but only educated for something." (P. 140)
"La diferencia fundamental y decisiva es la entre insiders y outsiders. Son absolutamente diferente en su relación a los problemas. Sólo los actores pueden tomar decisiones, no por ser personas mejores, sino porque están situados dentro de los hechos han obtenido la capacidad de entender y actuar. El outsider, inevitablemente, se queda sin competencia, sin relevancia y, a a menudo se pone molesto, porque él, por así decirlo, intenta navegar la nave desde la tierra. - En resumen, el outsider como los teóricos de la democracia, desacierta la esencia de las cosas que consiste en que la competencia y la función siempre y solo existen juntos.  Las personas no son simplemente "buenas", pero sólo están bien para ciertas cosas, no son universalmente educados, sino sólo apropiadamente formados para ciertos asuntos "